# Drucilla Winters
Drucilla Winters (geboren Barber) is een personage uit de Amerikaanse soapserie The Young and the Restless. Victoria Rowell speelde de rol van 1990 tot 1998 en keerde terug in 2000 en van 2002 tot 2007. In 1996 werd ze tijdelijk vervangen door Dawn McMillan en in 2000 door Kent Masters King.